# Test Dept.

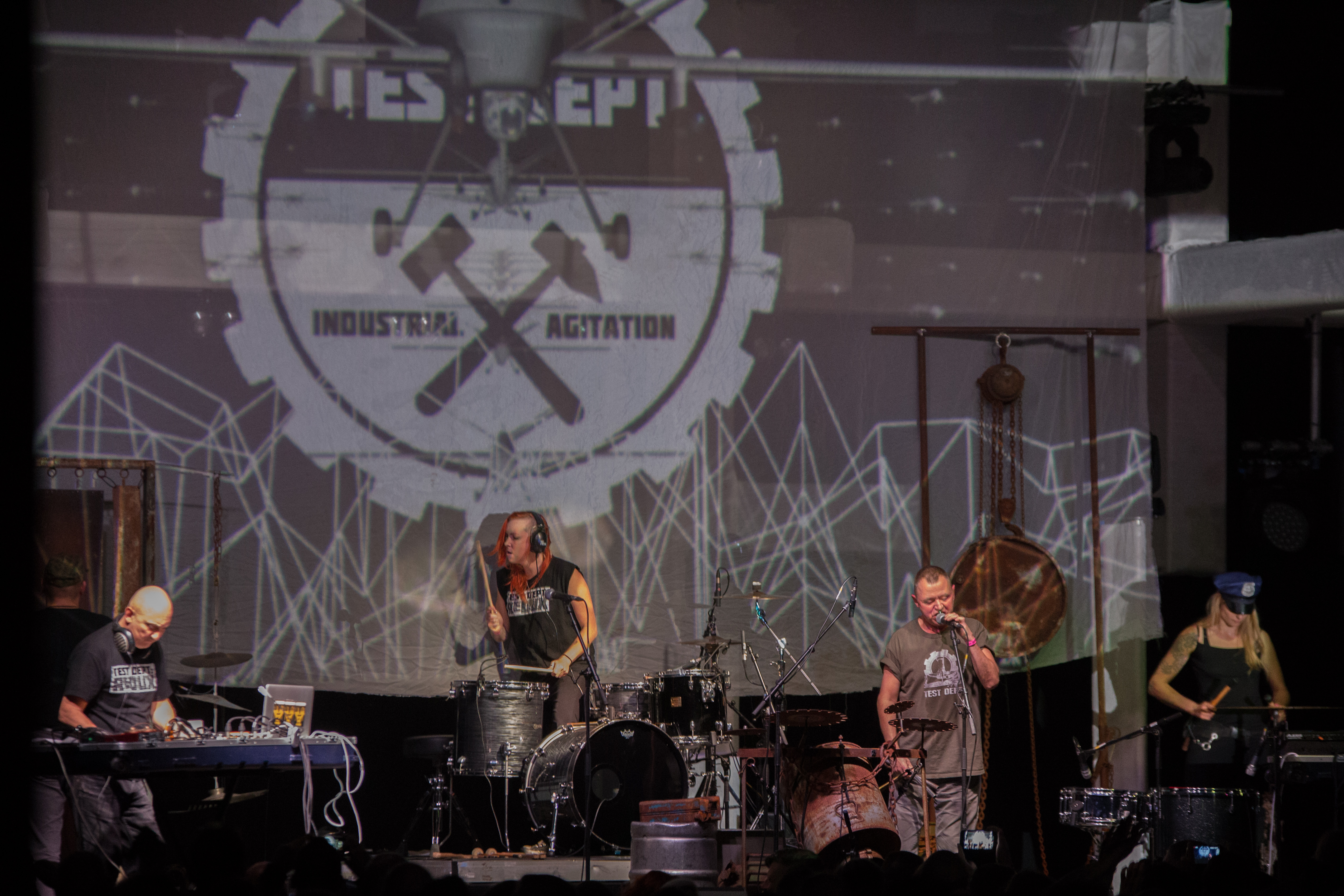
Test Dept. auf dem Maschinenfest 2016

Test Dept ist eine britische Industrial-Band. Sie wurde 1981 von Paul Jamrozy, Graham Cunnington, Jonathan Toby Burdon, Paul Hines und Angus Farquhar in London gegründet. Die Band gilt als eine der einflussreichsten Industrial-Bands.
Ein Markenzeichen dieser Band war es, zu zahlreichen politischen Zusammenhängen Stellungnahmen abzugeben und Zusammenarbeit anzustreben (z. B. mit dem Chor der streikenden Minenarbeiter aus Süd-Wales). Auch kam es zu mehrmaliger Kooperation mit den Einstürzenden Neubauten. Ende der 1980er Jahre kam es zu Zusammenarbeiten mit verschiedenen Theatergruppen wie die Brith Gof für das Album Gododdin, in dem das gleichnamige Gedicht vertont wurde. Trotz der charakteristischen treibenden Perkussion in ihrer Musik weist die Musik eine große Spannbreite auf und beinhaltet in späteren Jahren auch andere Bereiche wie Techno.
Nach der Auflösung der Band im Jahr 1997 verfolgten die Musiker Soloprojekte wie z. B. der an rheumatoider Arthritis leidende Cunnington mit seiner Show Pain, in der er seine Erfahrungen mit dieser Krankheit verarbeitete. 2016 fanden sie sich wieder zusammen.

## Diskographie
- Ecstasy Under Duress – 1982
- Compulsion – 1983
- Shoulder to Shoulder (with Striking Miners’ Choir) – 1984
- Beating the Retreat – 1984
- Live at the Ritz – 1984
- Atonal & Hamburg, Live – 1985
- European Network – 1985
- Shoulder to Shoulder – 1985
- Faces of freedom – 1985
- The Unacceptable Face of Freedom – 1986
- A Good Night Out – 1987
- Terra Firma – 1988
- Natura Victus – 1988
- Materia Prima – 1989
- Gododdin (with Brith Gof) (LP) – 1989
- Gododdin (with Brith Gof) (EP) – 1989
- Pax Britannica – 1990
- Pax Americana – 1990
- New World Order – 1991
- Proven in Action (Live 1990) – 1991
- Bang on it! (EP) – 1993
- Totality – 1995
- Legacy [1990-1993] The Singles Plus More – 1995
- Tactics for Evolution – 1997
- Disturbance – 2019